# Resolució 778 del Consell de Seguretat de les Nacions Unides
La Resolució 778 del Consell de Seguretat de les Nacions Unides, fou adoptada el 2 d'octubre de 1992. Després de recordar les resolucions 687 (1991), 688 (1991), 692 (1991), 699 (1991), 706 (1991) i 712 (1991) el Consell, en virtut del Capítol VII de la Carta de les Nacions Unides, va decidir autoritzar els estats que tenien fons procedents de la venda del petroli de l'Iraq a transferir fons al dipòsit fiduciari de les resolucions 706 i 712, de les quals un 30% es transferiria a la Comissió de Compensació de les Nacions Unides.
La resolució va assenyalar que la transferència de fons per un estat no ha de superar els 200 milions de dòlars EUA i pot excloure de l'operació els fons que ja s'hagin alliberat a un reclamant o proveïdor abans de l'adopció de la resolució actual. També va decidir que tots els estats adoptessin mesures per adquirir o organitzar la venda de petroli i productes derivats del petroli iraquià a valor de mercat just i després transferir fons al compte de garantia.
A continuació, el Consell va decidir que els estats, inclosos els bancs i altres organismes, proporcionessin al Secretari General Boutros Boutros-Ghali tota la informació necessària per garantir l'aplicació efectiva de la resolució. També va demanar al Secretari General que:
(a) determinar el parador i els imports dels esmentats productes derivats del petroli i els ingressos de venda abans esmentats;
(b) determinar els costos de les activitats de les Nacions Unides relatives a l'eliminació de les armes de destrucció massiva, la prestació d'ajuda humanitària a l'Iraq i altres operacions;
(c) transferir no més del 30 per cent del valor anual de les seves exportacions de petroli i productes derivats del petroli a la Comissió de Compensació;
(d) utilitzar la resta de fons per a les operacions i activitats de les Nacions Unides;
(e) reemborsar, des de qualsevol fons disponible al dipòsit fiduciari, qualsevol suma transferida al compte o Estat des del qual s'hagi transferit, si la transferència es troba en qualsevol moment per ell no haver estat de fons subjectes a aquesta resolució.
La resolució estableix que l'operació de la resolució no tindrà cap efecte sobre els drets, deutes i reclamacions existents pel que fa als fons abans de la seva transferència al dipòsit fiduciari i que els comptes des d'on es transferissin aquests fons es mantindran oberts per retransferir els fons en qüestió. També va reiterar que la Comissió de Compensació i el dipòsit fiduciari gaudeixin de tots els privilegis i drets de les Nacions Unides, inclosa la immunitat dels procediments judicials.
La resolució va ser aprovada per 14 vots contra cap, amb una abstenció de la República Popular de la Xina.
Les mesures anteriors es van elevar al voltant de 101,5 milions de dòlars EUA, lleugerament inferiors als 106,5 milions de dòlars que el secretari general va estimar.